# Neurocalyx calycinus
Neurocalyx calycinus är en måreväxtart som först beskrevs av Robert Brown och John Johannes Joseph Bennett, och fick sitt nu gällande namn av William Robinson. Neurocalyx calycinus ingår i släktet Neurocalyx och familjen måreväxter. Inga underarter finns listade i Catalogue of Life.